# Соловьёв-Петко, Михаил Владимирович
Михаил Владимирович Соловьёв-Пе́тко (р. 2 октября 1978 года, Ленинград) — российский архитектор, дизайнер, художник; зам. председателя Санкт-Петербургского отделения Союза дизайнеров России.

## Биография
В 2000 году окончил Балтийский институт экологии, политики и права (БИЭПП) по специальности «дизайн интерьера».
В 1998 году совместно с Мотиной Ольгой основал «MPStudio», позже переименованную в «Творческую мастерскую М. Соловьёва-Петко и О. Мотиной».
В 2007 году совместно с М. Новиковой (председатель Санкт-Петербургского отделения Союза Дизайнеров России) и О. Мотиной основал «Дом Дизайна».
За годы работы реализовано более 30 проектов, среди которых — рестораны BRERA BAR, «Noname» , «Авокадо», BORBAR, Т4 и ВЕСНА, бутик «Caramello», офисное здание компании «Юниверс», частные интерьеры. Живописные и графические работы автора находятся в частных коллекциях в России, Италии, Финляндии и США.
Лауреат Архитектурной премии (АрхиП) 2007 в номинации «Интерьер квартиры; Традиция» (совместно с О. Мотиной) с проектом квартиры с элементами лофта и дореволюционной урбанистической стилистики общей площадью 150 м² в Санкт-Петербурге.
Номинант INTERIA AWARDS 2010 в номинации «Общественный интерьер;Традиция» (совместно с О. Мотиной) с проектом ресторана ВЕСНА,.
«Лучшие дизайнеры и интерьеры 2010»- премия, проводимая журналом «„Собака.ru“» — II место.
Номинант INTERIA AWARDS 2013 в номинации «Общественный интерьер;Традиция» (совместно с О. Мотиной) с проектом ресторана BRERA BAR.
Материалы о Соловьеве-Петко и его работах публиковались в журналах «SALON — interior»,, «Интерьер + Дизайн», «Elle — декор», «Под ключ», «Лучшие интерьеры», «Мир и дом», «Мезонин», «Собака.ru», газете «Ведомости».